# سیارک ۲۱۸۰۴
سیارک ۲۱۸۰۴ (به انگلیسی: 21804 Vaclavneumann، نامگذاری:1999TC8) بیست و یک هزار و هشتصد و چهارمین سیارک کشف شده‌است که در ۴ اکتبر ۱۹۹۹ کشف شد.
قدر مطلق سیارک برابر ۱۷.۰ است.